# Танев, Брэндон
Брэндон Танев (англ. Brandon Tanev; род. 31 декабря 1991, Торонто) — канадский хоккеист, нападающий клуба «Юта Маммот».

## Карьера

### Студенческая
На студенческом уровне играл за команду «Провиденс Фрирс»; его результативная игра способствовала успехам команды, которая в сезоне 2014/15 впервые в истории выиграла хоккейный турнир.

### НХЛ
30 марта 2016 года подписал однолетний контракт с клубом «Виннипег Джетс». Дебютировал в НХЛ 5 апреля в матче против «Анахайм Дакс», который закончился победой «Джетс» со счётом 2:1.
21 июля 2016 года продлил контракт с клубом на один год. 4 ноября 2016 года в матче с «Детройт Ред Уингз» оформил первый в карьере дубль, а сам матч закончился победой «Джетс» со счётом 5:3. В конце декабря он был переведён в фарм-клуб «Манитоба Мус», за который он играл до конца сезона, вызываясь при этом в состав «Виннипега».
10 июля 2017 года подписал новый однолетний контракт с клубом. Часть сезона он пропустил из-за двух травм, но при этом 27 марта 2018 года в матче против «Бостон Брюинз» оформил первый хет-трик в карьере и помог команде победить в серии буллитов со счётом 5:4.
22 июля 2018 года продлил контракт с клубом на один год. В новом сезоне он повысил свою результативность, включая ряд показателей по нанесенным и блокированным броскам.
По окончании сезона, став свободным агентом перешёл в «Питтсбург Пингвинз», подписав с клубом шестилетний контракт. По ходу нового сезона он был лидером по количеству нанесённых бросков и по количеству силовых приёмов.
21 июля 2021 года был выбран на драфте расширения новичком лиги клубом «Сиэтл Кракен», став первый новичком команды. По ходу сезона он был одним из результативных игроков команды, оформив два дубля, поспособствовав двум первой в истории команды победой над «Нэшвиллом» (4:3) и первой домашней победой над «Монреалем» (5:1). Но несмотря на результативность, он пропустил большую часть сезона из-за травмы разрыва крестообразной связки.
1 июля 2025 года в качестве свободного агента подписал трёхлетний контракт с «Юта Маммот» на сумму $7,5 млн.

## Семья
Младший брат защитника Кристофер Танева, играющего в НХЛ.

## Статистика
| Легенда | Легенда                    | Легенда | Легенда                   | Легенда | Легенда    |
| ------- | -------------------------- | ------- | ------------------------- | ------- | ---------- |
| И       | Количество проведённых игр | Штр     | Штрафное время            | +/−     | Плюс-минус |
| Г       | Голы                       | П       | Голевые передачи          | О       | Очки       |
| -       | Статистика неизвестна      | —       | Статистика не учитывалась |         |            |

### Международная
| Год                     | Сборная                 | Турнир                  | Место                   |    | И | Г | П | О | Ш |
| ----------------------- | ----------------------- | ----------------------- | ----------------------- | -- | - | - | - | - | - |
| 2024                    | Канада                  | ЧМ                      | 4                       | 10 | 4 | 1 | 5 | 4 |   |
| Всего за сборную Канады | Всего за сборную Канады | Всего за сборную Канады | Всего за сборную Канады | 10 | 4 | 1 | 5 | 4 |   |